# Unité urbaine de Belfort
L'unité urbaine de Belfort est une unité urbaine française inter-départementale centrée sur Belfort, préfecture du département du Territoire de Belfort, au cœur de la cinquième unité urbaine de la région Bourgogne-Franche-Comté.

## Données générales
Dans le zonage réalisé par l'Insee en 1999, l'unité urbaine était composée de dix-huit communes, dix-sept dans le Territoire de Belfort et une dans la Haute-Saône.
Dans le zonage réalisé en 2010, l'unité urbaine était composée de seize communes, les communes d'Andelnans et de Botans (situées dans le Territoire de Belfort) ayant été retirées du périmètre. Quinze de ces communes sont donc situées dans le Territoire de Belfort et toujours une dans la Haute-Saône.
Dans le nouveau zonage réalisé en 2020, le périmètre est identique.
En 2022, avec 76 673 habitants  dans le Territoire de Belfort (15 communes), elle représente la 1re unité urbaine de ce département. Elle occupe le 5e rang dans la région Bourgogne-Franche-Comté.
En 2022, sa densité de population s'élève à 730 hab/km2. Par sa superficie dans le Territoire de Belfort (99,2 km2), elle ne représente que 16,3 % du territoire de ce département mais, par sa population, elle regroupe 54,73 % de la population du département, soit plus de la moitié.
Le tableau suivant détaille la répartition de l'unité urbaine sur les départements du Territoire de Belfort et de la Haute-Saône en 2022 (les pourcentages sont relatifs à chacun des départements) :
| Département           | Communes | Communes (%) | Superficie (km²) | Superficie (%) | Population (2022) | Population (%) |
| --------------------- | -------- | ------------ | ---------------- | -------------- | ----------------- | -------------- |
| Territoire de Belfort | 15       | 14,85        | 99,2             | 16,3           | 76 673            | 54,73          |
| Haute-Saône           | 1        | 0,19         | 7,6              | 0,14           | 1 253             | 0,54           |

## Composition 2020 de l'unité urbaine
Elle est composée des seize communes suivantes :
| Nom                    | Code Insee | Département           | Statut       | Superficie (km2) | Population (dernière pop. légale) | Densité (hab./km2) | Modifier                                    |
| ---------------------- | ---------- | --------------------- | ------------ | ---------------- | --------------------------------- | ------------------ | ------------------------------------------- |
| Belfort (ville-centre) | 90010      | Territoire de Belfort | ville-centre | 17,10            | 45 646 (2022)                     | 2 669              | modifier les données · modifier les données |
| Argiésans              | 90004      | Territoire de Belfort | banlieue     | 2,73             | 595 (2022)                        | 218                | modifier les données · modifier les données |
| Bavilliers             | 90008      | Territoire de Belfort | banlieue     | 4,80             | 4 641 (2022)                      | 967                | modifier les données · modifier les données |
| Châlonvillars          | 70117      | Haute-Saône           | banlieue     | 7,60             | 1 253 (2022)                      | 165                | modifier les données · modifier les données |
| Chaux                  | 90023      | Territoire de Belfort | banlieue     | 9,26             | 1 181 (2022)                      | 128                | modifier les données · modifier les données |
| Cravanche              | 90029      | Territoire de Belfort | banlieue     | 1,35             | 1 935 (2022)                      | 1 433              | modifier les données · modifier les données |
| Danjoutin              | 90032      | Territoire de Belfort | banlieue     | 5,65             | 3 531 (2022)                      | 625                | modifier les données · modifier les données |
| Éloie                  | 90037      | Territoire de Belfort | banlieue     | 5,55             | 954 (2022)                        | 172                | modifier les données · modifier les données |
| Essert                 | 90039      | Territoire de Belfort | banlieue     | 7,01             | 3 382 (2022)                      | 482                | modifier les données · modifier les données |
| Évette-Salbert         | 90042      | Territoire de Belfort | banlieue     | 9,16             | 2 022 (2022)                      | 221                | modifier les données · modifier les données |
| Lachapelle-sous-Chaux  | 90057      | Territoire de Belfort | banlieue     | 11,16            | 748 (2022)                        | 67                 | modifier les données · modifier les données |
| Offemont               | 90075      | Territoire de Belfort | banlieue     | 5,55             | 4 054 (2022)                      | 730                | modifier les données · modifier les données |
| Pérouse                | 90076      | Territoire de Belfort | banlieue     | 4,90             | 1 199 (2022)                      | 245                | modifier les données · modifier les données |
| Sermamagny             | 90093      | Territoire de Belfort | banlieue     | 7,90             | 945 (2022)                        | 120                | modifier les données · modifier les données |
| Valdoie                | 90099      | Territoire de Belfort | banlieue     | 4,66             | 5 193 (2022)                      | 1 114              | modifier les données · modifier les données |
| Vétrigne               | 90103      | Territoire de Belfort | banlieue     | 2,46             | 647 (2022)                        | 263                | modifier les données · modifier les données |

## Évolution démographique
| 1968   | 1975   | 1982   | 1990   | 1999   | 2006   | 2011   | 2016   | 2022   |
| ------ | ------ | ------ | ------ | ------ | ------ | ------ | ------ | ------ |
| 73 540 | 79 008 | 78 317 | 78 387 | 80 049 | 81 104 | 81 415 | 81 252 | 77 926 |

#### Données générales
- Unité urbaine en France
- Aire d'attraction d'une ville
- Liste des unités urbaines de France

#### Données démographiques en rapport avec l'unité urbaine de Belfort
- Aire d'attraction de Belfort
- Arrondissement de Belfort

#### Données démographiques en rapport avec le Territoire de Belfort et la Haute-Saône
- Démographie du Territoire de Belfort
- Démographie de la Haute-Saône